# Tyrannochthonius procerus
Espèce
Tyrannochthonius procerus est une espèce de pseudoscorpions de la famille des Chthoniidae.

## Distribution
Cette espèce est endémique du Congo-Brazzaville. Elle se rencontre vers Kindamba.

## Publication originale
- Mahnert, 1978 : Pseudoskorpione (ausgenommen Olpiidae, Garypidae) aus Congo-Brazzaville (Arachnida, Pseudoscorpiones). Folia Entomologica Hungarica, vol. 31, no 1, p. 69-133.